# Dictyophara nigrovittata
Dictyophara nigrovittata är en insektsart som beskrevs av Matsumura 1913. Dictyophara nigrovittata ingår i släktet Dictyophara och familjen Dictyopharidae. Inga underarter finns listade i Catalogue of Life.